# ماري ميلون
ماري دومينيكا ميلون (بالإيطالية: Maria Domenica Melone) (من مواليد 1964) هي راهبة فرنسيسكانية ومتخصصة في علم الإلهيات، خاصةً حياة وفكر القديس أنطونيوس. منذ أكتوبر 2014، عملت ماري مديرة للجامعة البابوية في روما. تُعتبر ماري أول امرأة ترأس الجامعة الحبرية.

## حياتها
وُلدت ماريا دومينيكا ميلوني، وانضمت إلى راهبات ملائكة فولينيو الفرنسيسكانيات (بالإيطالية: Suore Francescane Angeline) بعد تخرجها من المدرسة الثانوية. نذرت ميلون نذورها المؤقتة في عام 1986، ثم نذرت نذورها الدائمة في عام 1991.
حصلت ميلون على العديد من الدرجات؛ حيث حصلت على شهادة في التدريس والفلسفة من جامعة ماريا الحرية، أسونتا، وتخرجت في عام 1992. درست ميلون بعد ذلك علم اللاهوت في جامعة أنطونيوم البابوية، وتخرجت في عام 1996. أكملت ميلون دراساتها وحصلت على درجة الدكتوراه في الفلسفة من الجامعة البابوية في عام 2001؛ حملت أطروحة الدكتوراه الخاصة بها عنوان الروح القدس في جامعة ريتشارد سانت دي في «ترينتيتي».
من عام 2011 إلى عام 2014، شغلت ميلون منصب عميدة قسم اللاهوت في جامعة أنطونيوم البابوية. وفي عام 2014، تم انتخابها من قِبَل مجمع التعليم الكاثوليكي كرئيس لجامعة أنطونيوم البابوية لمدة ثلاث سنوات. تعتبر ميلون أول امرأة ترأس الجامعة البابوية. تم تنصيبها كرئيس للجامعة في 22 أكتوبر 2014.
عملت ميلون أيضًا كرئيس للجمعية الإيطالية للبحث اللاهوتي.
عينها البابا فرانسيس عضوةً في لجنة الدراسات حول النساء الشمّاسات في 2 أغسطس 2016.